# Aleqa Hammond
Aleqa Hammond (Narsaq, 23 de setembro 1965) é uma política groenlandêsa e membro do Folketing (parlamento) dinamarquês. Antiga líder do partido Avante, ela se tornou a primeira primeira-ministra da Groelândia. Em 2014, ela renunciou o cargo de primeira-ministra e de líder do partido por conta de um caso de corrupção.